# Comuna Nadînivka, Kozeleț
Nadînivka (în ucraineană Надинівка) este o comună în raionul Kozeleț, regiunea Cernihiv, Ucraina, formată din satele Kopaciv și Nadînivka (reședința).

## Demografie
Componența lingvistică a comunei Nadînivka
     Ucraineană (98,36%)
     Rusă (1,4%)
     Alte limbi (0,23%)
Conform recensământului din 2001, majoritatea populației comunei Nadînivka era vorbitoare de ucraineană (98,36%), existând în minoritate și vorbitori de rusă (1,4%).